# Schloss Neu-Ortenburg

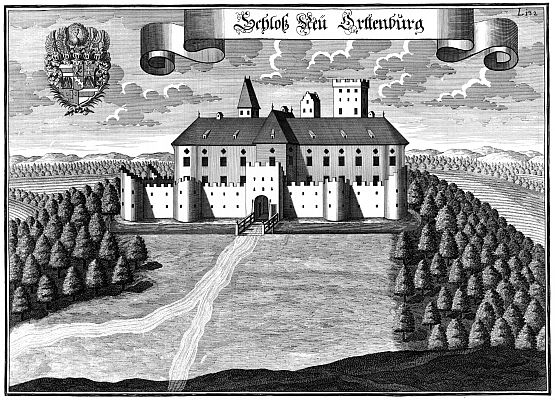
Stich von Michael Wening aus dem Jahre 1723

Das Schloss Neu-Ortenburg, auch Hinterschloss genannt, ist eine abgegangene Höhenburg (Adelssitz) in der Gemeinde Ortenburg. Lange wurde angenommen sie sei identisch mit der älteren Burg Kamm. An den heutigen Standort erinnert nur noch der Ortsname Hinterschloss. Die Anlage wird als Bodendenkmal unter der Aktennummer D-2-7445-0041 im Bayernatlas als „mittelalterlicher Burgstall Neu-Ortenburg („Neues Schloss“)“ geführt.

## Geschichte
Schloss Neu-Ortenburg wurde erstmals 1249 urkundlich erwähnt, als Graf Heinrich II., genannt der Schenker, die Feste und andere Güter der Kirche verpfändete. Neu-Ortenburg gehörte zu den wenigen Gütern, welche die Ortenburger Grafen als reichsunmittelbares Gebiet für sich beanspruchen konnten. Die Feste diente zumeist den nachgeborenen Söhnen des Hauses, als auch den Witwen der verstorbenen Grafen.
Nach dem Tod Heinrichs IV. im Jahre 1395 spaltete sich das gräfliche Haus in drei Linien. Sein Sohn Georg I. erhielt dabei Neu-Ortenburg und benannte sich als erster Graf des Geschlechtes nach dem Schloss. Georg kam bald in Konflikt mit den Herzögen von Bayern-Landshut, obwohl er in Diensten der Herzöge von Bayern-Straubing stand. Am 18. Juni 1405 musste er sogar die Burg und seine übrigen Besitzungen auf mehrere Monate Heinrich vermachen.
Reichsgraf Joachim I. verpfändete seiner Witwe in seinem Testament die Grafschaft samt den beiden Festen Alt-Ortenburg und Neu-Ortenburg. Dies führte zu einem jahrzehntelangen Konflikt zwischen Lucia von Limpurg und ihren Erben und den Grafen Heinrich VII., Georg IV. und Friedrich Casimir von Ortenburg. Gräfin Lucia residierte zu jener Zeit auf Neu-Ortenburg, da sie in der Bevölkerung der Grafschaft unbeliebt war und diesen so auswich. Friedrich Casimir handelte 1628 einen Vertrag zur Auslösung der Schlösser und der Grafschaft mit ihr aus für die Summe von 25.000 Gulden, jedoch gelang es ihm nicht die geforderte Summe aufzubringen. Mit Lucias Erben Johann Joachim von Sinzendorf erhielten die Ortenburger einen noch einflussreicheren und stärkeren Gegner. Dieser erhielt 1629 das Nutzungsrecht für Schloss Neu-Ortenburg und wurde sogar 1652 von Kaiser Ferdinand III. als Bevollmächtigter des Marktes, Neu- und Alt-Ortenburgs eingesetzt.
Die beiden Brüder Georg Reinhard und Christian schafften es 1662 die Grafschaft und die beiden Festen wieder auszulösen. Bereits zwei Jahre zuvor hatten beide einen Teilungsvertrag unterzeichnet, wie die Güter bei einem Rückerhalt der Grafschaft geteilt würden. Christian erhielt dabei unter anderem Neu-Ortenburg. Da er jedoch kinderlos verstarb, fiel Neu-Ortenburg trotz Enterbungsversuchs Christians an Georg Philipp, Georg Reinhards Sohn. Dieser Gewann den Prozess um die Güter Neu-Ortenburgs gegen die Grafen von Salm, wohl aufgrund des Erbvertrages seines Vaters und Onkels.
Das Schloss wurde bis ins 17. Jahrhundert bewohnt. Wobei es die letzten Jahrzehnte nur noch als Witwenschloss genutzt worden sein soll, ehe es fast 100 Jahre leer stand und zunehmend verfiel. In den Jahren 1781 und 1790 wurde das Schloss von französischen Truppen daraufhin zum Teil als Artillerie-Übungsziel genutzt, im 19. Jahrhundert dann ganz abgetragen. 1805 wurden die Überreste des Schlosses gemeinsam mit den restlichen gräflichen Gütern von Joseph Carl gegen die aus fränkischen Säkularisationsgütern neu geschaffene Grafschaft Ortenburg-Tambach getauscht. Die Reste der Burg wurden damit bayerischer Besitz und wurden anschließend verkauft.

## Allgemeines zum Bauwerk
Im Schloss befand sich eine Kapelle die dem heil. Ulrich geweiht war. Dort ließ Graf Joachim am 3. Oktober 1563 das erste Mal innerhalb seiner reichsunmittelbaren Grafschaft einen evangelischen Predigtgottesdienst halten.
Gräfin Lucia ließ zu Lebzeiten einen Weg von Schloss Neu-Ortenburg zur Marktkirche in Ortenburg anlegen, sodass sie dort den Gottesdienst beiwohnen konnte. Teile dieses Weges sind noch heute zu erkennen.
Das Material der abgetragenen Schlossanlage dienten Ende des 18. Jahrhunderts Renovierungsarbeiten von Schloss Alt-Ortenburg und Bauten im Markt. Die letzten Überreste, ein Keller und ein einzelnes Mauerwerk, wurden 1862 abgetragen.
Bis in die 1970er soll noch ein System von unterirdischen Gängen bis zum einen Kilometer entfernten Schloss Ortenburg bestanden haben.